# Колосален калмар
Колосалният калмар (Mesonychoteuthis hamiltoni) е най-големият вид от типа Мекотели калмар (Teuthida) и най-голямото безгръбначно животно на планетата. Открит е през 1925 г., когато две пипала са намерени в стомаха на кашалот. През 2003 г., е уловен един екземпляр в морето на Рос в Антарктика. Дължината на тялото му е 6 m общо, от които на мантията се падат 2,5 m. Подобно на Гигантския калмар (Architeuthis dux) пипалата са снабдени със смукала (вендузи). Колосалният калмар, за разлика от гигантския, е снабден с шипове по пипалата. В края на пипалата, смукалата са редуцирани и снабдени с кука, която се върти свободно около оста си. Уловеният през 2003 г. екземпляр е полово незрял женски индивид и изчисленията показват, че напълно развит възрастен екземпляр може да достигне 4 m дължина на мантията и общо 14 m дължина с пипалата. За живота на тези мекотели е известно много малко. Предполага се, че стават плячка на кашалотите, които често носят белези от смукалата и шиповете им по кожата си. През 1965 г. съветски кораб наблюдавал битка между гигантски калмар (вид калмар, малко по-малък от колосалния) и кашалот. Екипажът по-късно видял трупа на удавения кашалот с мъртвия калмар още увит около него. Рядко калмарите имат шанса да навредят сериозно на огромния кашалот, но вероятно в дълбините се водят битки между колосалния калмар и кашалота с различен край. През 2007 г. е уловен още един екземпляр около Антарктика, женски с дължина на тялото 10 m и тегло от 495 кг.